# Allan Hills A81005
Allan Hills A81005 o ALH A81005 (a veces también llamado sin el "A" delante del número) fue el primer meteorito lunar encontrado en la Tierra. Fue encontrado en 1982 en las Colinas de Allan (Allan Hills) en el extremo de las Montañas Transantárticas, durante una expedición de la reunión del meteorito (ANSMET).

## Descubrimiento y nombramiento
ALH A81005 fue encontrado el 17 de enero de 1982 por John Schutt e Ian Whillans. Es nombrado debido a las Colinas de Allan (Allan Hills), una cadena de montaña en la Antártida donde muchos meteoritos son recolectados por las expediciones. El gran número de meteoritos recolectados en la Antártida y la falta de términos geográficos que podrían utilizarse para nombres han llevado a la adaptación de las "reglas antárticas" para el nombramiento de meteoritos. Cada meteorito encontrado en la Antártida recibe los nombres del área de colección (Allan Hills) y un número. El número consiste en el año en que comenzó la expedición "81" y un número de tres dígitos que se da de forma consecutiva (005). El "A" delante del número representa los meteoritos recogidos por las expediciones ANSMET y puede ser considerado opcional. La definición del año se utiliza porque el año cambia durante la temporada austral de verano (diciembre a marzo) y esto evita muestras de una expedición que tiene diferentes años. Esta es la razón ALH A81005 tiene el año "81" en su nombre a pesar de haber sido encontrado el 17 de enero de 1982.

## Descripción
El ALH A81005 mide 3 × 2,5 × 3 centímetros. Tiene una oscura corteza de fusión en el exterior. El interior se compone de una masa de tierra de negro a gris oscuro (matriz) con cristales angulares más grises y blancos (clastos). Esta apariencia es típica de brechas, incluyendo las que se originan en la Tierra. El tamaño de los cristales más grandes varía desde el sub-milímetro hasta 8 milímetros de diámetro.
El análisis de la sección delgada reveló que los cristales son principalmente plagioclasa, con algo de piroxeno y olivino. También se descubrió que el meteorito tenía similitudes con gabro terrestre o basalto. El análisis por micropilación mostró que la plagioclasa era muy rica en calcio. Los cristales son una solución sólida de 97% de anortita y 3% de albita. Los piroxenos tienen una composición variable situada entre enstatita, ferrosilita y wollastonita. El olivino es una solución sólida de 11 a 40% de fayalita y el resto es forsterita. ALH A81005 se clasifica como "brecha lunar anortosita" y pertenece al grupo "anortosita lunar" (abreviado Lun-A).

## Historia
La determinación de que ALH A81005 es de origen lunar fue hecha por Robert Clayton y Toshiko Mayeda, investigadores de la Universidad de Chicago, después de la determinación por el científico del Instituto Smithsoniano Brian Harold Mason, quien dijo que el meteorito era similar en composición química e isotópica a las rocas devueltas por los astronautas del programa Apolo de las tierras altas lunares.